# Ferme Saint-Bernard
La ferme Saint-Bernard est un édifice situé à Ifs, dans le département français du Calvados, en France et inscrite au titre des monuments historiques. 

## Localisation
L'édifice est situé esplanade François-Mitterrand à Ifs.

## Historique
La ferme date du XVIIe siècle.
Une partie des bâtiments de la ferme est détruite durant les combats de la bataille de Normandie[source insuffisante].
Les bâtiments sont achetés par la commune en 1972 grâce à une subvention de 100 000 francs du conseil général du Calvados. Le conseil municipal décide en 1975 de faire de l'édifice le nouvel hôtel de ville[source insuffisante].
Les façades et les toitures de la ferme et du colombier sont inscrits au titre des monuments historiques depuis le 26 novembre 1979, année qui voit également son affectation comme mairie de la commune.